# Roma (piroscafo 1912)
Il Roma fu un piroscafo passeggeri italiano, poi rinominato Firenze, affondato nel corso della seconda guerra mondiale dal sottomarino greco Papanikolis il 24 dicembre 1940. Nel naufragio persero la vita 93 persone, mentre altre 903 furono tratte in salvo dall'incrociatore ausiliario Barletta e dalla torpediniera Andromeda.

## Caratteristiche
Il Roma era un piroscafo passeggeri di dimensioni modeste: lungo 106 metri e largo 13,6, aveva una stazza lorda di 3 952 tonnellate ed era spinto da due macchine alternative a vapore con una potenza complessiva di 3 800 cavalli, che gli permettevano di raggiungere una velocità di servizio di 12 nodi. Poteva trasportare un massimo di 1250 passeggeri, per i quali erano a disposizione 29 cabine di prima classe, 14 cabine di seconda classe e 146 posti letto in dormitori o cabine di terza classe; gli spazi comuni comprendevano una sala soggiorno con 150 posti, una sala per la musica e sale da pranzo per la prima e la seconda classe.

## Servizio
Il piroscafo Roma, con scafo in acciaio, fu costruito nel 1912 presso i Cantieri Navali di Riva Trigoso della Società Esercizio Bacini per conto della Società Nazionale di Servizi Marittimi di Roma. L'unità aveva tre gemelle Milano, Torino e Firenze
Nel 1913 il piroscafo fu ceduto alla appena costituita Marittima Italiana, in seguito alla liquidazione della Società Nazionale di Servizi Marittimi.
Il 19 luglio 1918 il Roma salpò da Napoli per trasportare in Cina il nucleo comando del Corpo di spedizione italiano in Estremo Oriente inviato per combattere contro le forze comuniste nella guerra civile russa. A Massaua vennero inoltre imbarcati circa 400 uomini del 16º e dell'85º Reggimento fanteria. Dopo aver attraversato l'Oceano Indiano ed il Mar Giallo il 30 agosto il piroscafo giunse a Chin-kwan-Tao, vicino a Tientsin, con a bordo in tutto 672 militari trovandovi la cannoniera Sebastiano Caboto. A bordo del Roma vi era anche materiale bellico inviato dal Ministero della Guerra, che comprendeva delle divise grigioverdi destinate agli ex prigionieri dell'esercito austroungarico, di etnia italiana, liberati dai campi di prigionia russi della Siberia ed arruolati nel Corpo di spedizione Italiano, e il nuovo comandante del Corpo di Spedizione, il tenente colonnello Edoardo Fassini-Camossi.
Il 10 settembre il piroscafo salpò da Tientsin con a bordo 727 ex prigionieri, i più anziani e non idonei a prendere parte alle operazioni belliche, arrivando a Napoli il 22 ottobre. Verso la fine dell'anno il Roma effettuò un secondo viaggio in Estremo Oriente, questa volta a Vladivostok; nel viaggio di ritorno aveva a bordo una decina di ex prigionieri.
Nel 1923 fu venduto alla Società Anonima Italia, e nel 1924 passò alla Compagnia Italiana Transatlantica (CITRA). Nel 1926 il Roma fu ribattezzato Firenze in seguito al varo dell'omonimo piroscafo della Navigazione Generale Italiana e il 14 novembre salpò da Napoli con a bordo i componenti e le attrezzature della Missione astronomica italiana nell'Oltregiuba. Il 17 dicembre, dopo scali a Catania ed nei porti del Mar Rosso e dell'Oceano Indiano, raggiunge Chisimaio.
Nel 1932 passò, insieme al resto della flotta, alla Tirrenia, Flotte Riunite Florio-Citra, per la quale prestò servizio sulla linea Genova - Palma di Maiorca - Malaga - Ceuta - Tangeri - Cadice - Siviglia. Tra il 1933 e il 1934 fu sottoposto a importanti lavori di ristrutturazione a Napoli, che comportarono un totale rifacimento delle sistemazioni passeggeri e un cambio di alimentazione delle caldaie dal carbone alla nafta. Nel gennaio 1937 fu assegnato alla neocostituita Tirrenia di Navigazione, continuando a prestare servizio sulla stessa rotta.
Il 27 settembre 1936, durante un viaggio nel Mediterraneo, il Firenze restò immobilizzato nel porto di La Valletta (Malta) a causa di un cavo attorcigliatosi attorno all'elica sinistra. Tra i passeggeri a bordo vi era anche Luigi Ferraro, che si tuffò in mare e, con ripetute immersioni, rimanendo anche ferito, riuscì da solo a liberare l'elica. Il 5 maggio 1940 la nave partì da Siracusa con a bordo 303 profughi ebrei, diretti a Bengasi, dove arrivò il 7 maggio.
Dopo l'entrata in guerra del Regno d'Italia, avvenuta il 10 giugno 1940, il 18 ottobre, in vista dell'inizio delle operazioni belliche contro la Grecia, la nave venne requisita dalla Regia Marina. Il 28 ottobre, il Firenze ed i piroscafi Argentina e Premuda partono da Bari alle 17:00 diretti a Valona, trasportando 1871 militari, 150 quadrupedi, 27 veicoli e 184 tonnellate di materiali; le navi giungono a Valona alle 6:30 del 29 ottobre. Il 5 novembre il Firenze  e l'Argentina  lasciano Valona alle 00:00, arrivando a Bari alle 13.15. L'8 novembre 1940 il Firenze, l'Argentina , il piroscafo Italia e la motonave Città di Marsala, con a bordo 3.219 uomini e 287 tonnellate di materiali, partono da Bari alle 23:30, arrivando a Durazzo il giorno dopo, alle 10:00. Le navi ripartirono per l'Italia alle 16:00 del 10 novembre, arrivando a Bari alle 8:10 dell'11 novembre.
Il 13 novembre 1940 Firenze, Italia, Città di Marsala ed un altro piroscafo, il Galilea, partirono da Bari alle 2:00 trasportando 1.662 militari e 48 quadrupedi, arrivando a Valona alle 16:20. Il 15 novembre il Firenze e l'Italia salparono da Durazzo e rientrarono a Brindisi, via Bari, dove arrivarono alla 7:00 del 17 novembre.  Il 22 novembre il Firenze e la motonave da carico Barbarigo lasciarono Brindisi alle 5:40, trasportando 781 uomini, 38 quadrupedi e 59 tonnellate di materiali, e giunsero a Durazzo alle 11:45. Il Firenze, insieme alle motonavi postali Piero Foscari e Filippo Grimani, scortate dal cacciatorpediniere Augusto Riboty, partirono da Durazzo per arrivare a Brindisi alle 19:00. Il 29 novembre il Firenze, il piroscafo Milano e il Città di Marsala, con a bordo complessivamente 2683 militari, 107 quadrupedi e 120 tonnellate di materiali, partirono da Bari alle 00:30, giungendo a Durazzo alle 15:40. Il 1º dicembre le tre navi partirono da Durazzo alle 20:30 giungendo a Bari alle 14:45 del giorno successivo.
Il 5 dicembre  Firenze, Milano e Città di Marsala, scortati da due torpediniere, partirono da Bari trasportando 2674 uomini e 301,5 tonnellate a Durazzo. Il giorno 9 le tre navi, scortate dalla torpediniera Angelo Bassini, partirono da Durazzo alle 01:10 ed arrivarono a Bari alle 17;30. Il 14 dicembre Firenze, Milano ed il piroscafo Aventino, dopo aver imbarcato 3.660 militari, 138 quadrupedi e 205 tonnellate di materiali, partirono da Bari alle 22:00, arrivando a Durazzo alle 10:00 del giorno dopo. Le tre navi lasciarono Durazzo alle 03:40 del 16 dicembre rientrando a Bari alle 16:35.
Il 21 dicembre 1940 il Firenze, ormeggiato nel porto di Bari, iniziò l'imbarco di un nuovo gruppo di militari da trasportare in Albania, alpini appartenenti al 2º Reggimento della 4ª Divisione alpina "Cuneense".
I giorni 22 e 23 dicembre la nave rimase in porto a causa del mare agitato, salpando alle 01:00 del 24 dicembre insieme al piroscafo Italia, con destinazione Valona. Le due navi si unirono davanti a Brindisi a un convoglio di trasporti truppe composto dai piroscafi Zeno e Monrosa e alla motonave Barbarigo, formandone un secondo con il piroscafo Argentina e la motonave Narenta. La scorta era composta dall'incrociatore ausiliario Barletta e dalla torpediniera Andromeda.
I quattro trasporti del secondo convoglio avevano a bordo 3.070 tra ufficiali e soldati diretti in Albania, 711 quadrupedi, 334 tonnellate di viveri e 1095 tonnellate di altri materiali. Sul Firenze erano imbarcati in tutto 996 uomini, tra membri dell'equipaggio e militari diretti a Valona. La nave era al comando del capitano di lungo corso Antonino Cacace. Il convoglio si mise in movimento alle 7:30 ad una velocità di 12 nodi, con arrivo previsto a Valona per le 14:30 di quel giorno. Le navi procedevano a zig-zag.
Alle 12.25, una ventina di miglia a nord-ovest di Saseno, il Barletta evitò un siluro lanciato da un sommergibile, e il convoglio proseguì nella navigazione ma, alle 13.20, il Firenze fu colpito da un siluro lanciato dal sommergibile greco Papanikolis (capitano di corvetta Miltiadis Iatridis) e rimase immobile, lanciando subito il segnale di soccorso, nel punto 40°34' N e 19°02' E (una dozzina di miglia ad ovest-nord-ovest di Saseno). Il siluro aveva colpito all'altezza della sala macchine, e l'esplosione fu così potente che gli alberi di carico caddero sul ponte. Vista la gravità dei danni il comandante Cacace ordinò l'abbandono nave, che si svolse caoticamente. Il Barletta e la Andromeda si fermarono ad assistere i naufraghi, mentre le altre navi proseguirono nella loro rotta. Durante le operazioni di evacuazione perirono molti degli alpini, di cui molti non sapevano nuotare. Il Firenze stava affondando di poppa, tanto che gli uomini a bordo facevano fatica a restare in piedi; il comandante Cacace, che era riuscito a far chiudere le porte stagne e la nave per il momento rimaneva a galla, ordinò di restare a bordo, e a chi si trovava in acqua di risalire lungo le scalette di corda.
Prima nave a prestare soccorso fu il Barletta, che con rischiosa manovra, tanto che l'incrociatore ausiliario riportò danni a nove ordinate, si affiancò al Firenze; le due navi furono assicurate con delle cime, e gli alpini vennero progressivamente trasbordati sull'incrociatore ausiliario. In tutto 874 uomini furono trasbordati dal Firenze sul Barletta, o recuperati dal mare dall’incrociatore ausiliario.
L'Andromeda, nel frattempo, aveva dato la caccia al sommergibile attaccante; il Papanikolis, sceso a 30 metri di profondità, evitò le cariche di profondità regolate per scoppiare ad una quota maggiore. Una delle bombe cadde sul ponte del sommergibile e vi rimase per un po' di tempo senza esplodere; il battello nemico evase si diresse quindi verso la base di Salamina.
Abbandonata la caccia, l'Andromeda partecipò alle operazioni di salvataggio dai naufraghi. In tutto la torpediniera recuperò dal mare 29 superstiti ancora in vita e 13 salme.
Il comandante Cacace fu l'ultimo ad abbandonare la nave. Completato il trasbordo, il Barletta giunse a Valona durante la notte. Le navi rientrarono in porto, mentre il relitto ancora galleggiante del Firenze venne abbandonato alla deriva. All’alba del 25 dicembre Marina Valona fece salpare la torpediniera Solferino, per cercare eventuali altri sopravvissuti e per individuare il relitto del Firenze, nel caso non fosse ancora affondato; benché supportata nella ricerca da alcuni aerei, la Solferino non avvistò ne il relitto ne altri naufraghi.
Un capitano del Battaglione alpini "Borgo San Dalmazzo" avrebbe poi scritto una canzone, intitolata Il destino (24 dicembre 1940), nella quale ricordava l'affondamento del Firenze e prometteva vendetta contro gli “inglesi”.
Grazie all’opera dei soccorritori vennero tratti in salvo 903 persone, delle quali una ventina ferite. Le vittime furono 93, tre membri dell'equipaggio e 90 alpini.
Il relitto del Firenze è stato trovato ed identificato il 27 settembre 2012, dal subacqueo albanese Igli Pustina della società Blusub di Tirana. La nave giace a poco più di 30 metri di profondità in posizione 40.567° N e 19.033° E (poco a nord di Valona), a circa 25 miglia dal punto in cui era stata vista per l'ultima volta il 24 dicembre 1940. L’identificazione è stata permessa, oltre che dal confronto delle caratteristiche generali, dal ritrovamento delle due campane di bordo, che, a distanza di settant’anni, recavano ancora chiaramente leggibile sia il nome di Firenze che (su quella di prua) tracce del precedente nome di Roma.

### Annotazioni
1. ↑  Quest’ultimo verrà affondato durante la prima guerra mondiale da un sommergibile tedesco.
2. ↑  Si trattava di un tenente colonnello, un maggiore, due capitani, cinque tenenti, tre sottotenenti, 11 caporali maggiori, 22 caporali e 15 soldati del 1º Reggimento bersaglieri,  una sezione di artiglieria da montagna con due tenenti, 166 uomini, due cavalli e 12 muli ed una sezione di carabinieri con un tenente e 52 carabinieri, oltre ad un capitano medico. Il tutto costituiva un plotone di carabinieri, una sezione di artiglieria da montagna, una compagnia mitraglieri Fiat e mezzo battaglione di fanteria.
3. ↑  Il Papanikolis aveva lanciato quattro siluri. Il suo comandante aveva appreso che un convoglio italiano era in arrivo dall'interrogatorio dei sei membri dell'equipaggio del motoveliero Antonietta, catturato ed affondato dal sommergibile ellenico due giorni prima.

### Fonti
1. 1 2 3 4 5 6 7 8 9 10 11 12 13 14 15 16 17 18 19 20 21 22 23 24 25 26 27 28 29 30 31 32 33 34 35 36 37 38 39 40 41 42 43 44 45 46 47  Con la pelle appesa a un chiodo.
2. 1 2 3 4 5 6 7 8  Bruno Balsamo, pp. 154-158.
3. 1 2 3 4 5  Notarangelo, Pagano 1997, p. 187.
4. 1 2 3 4  Assonet.
5. 1 2 3 4 5 6 7  Grupsom.
6. ↑  Bruno Balsamo, pp. 37-38.